# Víctor Batallé i Serra
Víctor Batallé i Serra (Badalona, 1947) és un escriptor català. Treballa com a director creatiu d'agència de publicitat i ha viscut 14 anys a Anglaterra. És membre de PEN català, AELC (Associació d'Escriptors en Llengua Catalana) i ha col·laborat a La Vanguardia i a l'Avui.

## Obres

### Narrativa
- El món de fora (1996)
- Parada ocasiona (2000)

### Novel·la
- Carta a la lluna (1987)
- La metamorfosi d'en Ricard (1989) (Premi Ramon Muntaner de literatura juvenil, 1989)
- La metamorfosi d'en Vicenç (1990)
- L'amic de Carla (1993)
- Operació Delta 3 (1993)
- Tres d'amor (1995) (Premi Andròmina de narrativa, 1994)
- Joc de becs (1996)
- La porta de la lluna (1997)

### Poesia
- Tercer matí (1986)
- Plaer mil·lenari (1990)
- Vida escampada (1998)
- Temps pervers (2002)

### Biografies
- La saga dels Maragall (2005)